# .ss
.ss là tên miền quốc gia cấp cao nhất (ccTLD) trong hệ thống tên miền Internet của Nam Sudan. Nó bắt nguồn từ mã quốc gia theo tiêu chuẩn ISO 3166-1 alpha-2 của Nam Sudan, theo đó là SS. Theo CIO East Africa, tên miền này đã được phân phối vào ngày 31 tháng 8 năm 2011 khi nước này tuyên bố độc lập từ Sudan. Tên miền này đã được đăng ký vào ngày 31 tháng 8 năm 2011; tuy nhiên tính đến ngày 8 tháng 12 năm 2015, nó không nằm trong vùng DNS gốc, do đó không hoạt động.
Trước khi đăng ký thành công, thứ trưởng Bộ thông tin Viễn thông của nước này từng quan ngại có thể sẽ từ chối tên miền.ss vì SS cũng là chữ viết tắt của Schutzstaffe - lực lượng bán quân sự của Đức Quốc xã.
Trước khi độc lập từ Sudan, tên miền được sử dụng tại đây là .sd, tên miền quốc gia cấp cao nhất của Sudan.